# Glicine (colore)
Glicine è un colore, il cui nome proviene da quello del fiore omonimo.
La ditta di colori Crayola ha introdotto questo colore nel 1993.